# Jean-Pierre de Mondenard
Pour les articles homonymes, voir Mondenard.
 (janvier 2013).
 (octobre 2024).
 (octobre 2024).
Il peut être nécessaire de l'améliorer pour respecter le principe de neutralité de point de vue. Veuillez consulter la page de discussion pour plus de détails.

Jean-Pierre de Mondenard est un médecin du sport français, né le 18 mars 1943 à Nîmes (Gard). Il est notamment l'auteur d'ouvrages de médecine du sport et sur le dopage sportif,,.

## Biographie
Jean-Pierre Mondenard naît le 18 mars 1943 à Nîmes dans le département français du Gard.
Il pratique lui-même assidûment la course à pied, la randonnée pédestre et surtout le vélo.

### Carrière de médecin
Il exerce à l'Institut national des sports de 1974 à 1979 et suit en tant que médecin la plupart des grandes épreuves cyclistes, notamment le Tour de France à trois reprises de 1973 à 1975, Paris-Roubaix, Paris-Tours, Paris-Bruxelles, le Tour de l'Avenir, etc.
Il est médecin de la Fédération royale marocaine de cyclisme et médecin-chef du Tour du Maroc entre 1974 et 1985, de l’équipe de France de judo (1975-1979) et du Tour de France moto (1976-1978).
Il est par ailleurs responsable pendant neuf ans d’une consultation de médecine du sport[Où ?] réservée aux enfants (1979-1987) et conseiller médical de l’Amicale française des coureurs de fond (AFCF) et, à ce titre, organisateur de colloques médico-sportifs (1982-1994).

### Chargé de cours universitaires
Au cours de sa carrière, Jean-Pierre Mondenard a été chargé de plusieurs cours à l'université.
À Toulouse (Haute-Garonne), il est chargé de cours de médecine du sport à la faculté de médecine (1973-1992).
À Paris, il est chargé de cours au diplôme universitaire de pathologie de l’appareil locomoteur liée au sport à l'Université de Paris 7 (1984-2000), de nutrition et de diététique de l’adulte à l'Hôtel Dieu (1991-1994), dopage et toxicomanie : lutte et prévention à la Pitié-Salpêtrière (2003-2009).

## Écrits
Jean-Pierre Mondenard collabore à différentes publications grand public et médicales. Beaucoup de ses publications ont trait au dopage dans les différents sports.

### Sur le thème du dopage
1. Thèse de médecine : « Activités médicales au sein du cyclisme de compétition » Toulouse (Haute-Garonne), éd. Cepadues, 1974, 97 p. (no 128)
2. « Document dopage » (sous sa direction) Caducycle 1979;7, no 26, juin, p. 1-60
3. Avec Bernard Chevalier, Le dossier noir du dopage, Paris, éd. Hachette, 1981, 270 pages
4. En collaboration. Drogues et dopages, Saint-Mandé, éd. Quel Corps ? diffusion Chiron, 1987, 315 pages
5. Dictionnaire des substances et procédés dopants en pratique sportive, Paris, éd. Masson, 1991, 280 pages
6. Dopage aux Jeux olympiques, la triche récompensée, Paris, éd. Amphora, 1996, 447 pages
7. Dopage. L’imposture des performances, Paris, éd. Chiron, 2000, 287 pages
8. Dictionnaire du dopage, Paris, éd. Masson, 2004, 1 237 pages
9. La grande imposture, Paris, éditions Hugo & Cie, 2009, 207 pages
10. 36 histoires du Tour de France, Paris, éditions Hugo & Cie, 2010, 308 pages
11. Dopage dans le football. La loi du silence, Paris, éd. J.C. Gawsewitch, 2010, 379 pages[7]
12. Tour de France : 33 vainqueurs face au dopage, Paris, éditions Hugo & Cie, 2011, 305 pages
13. Tour de France - Histoires extraordinaires des géants de la route, Paris, éd. Hugo-Sport, 2012, 288 pages
14. « Les dopés du foot : un siècle de potions magiques » Quel Sport ? 2012, nos 18/19, juin, 300 pages

### Sur le thème du football
1. Voir les références des articles de Jean-Pierre de Mondenard autour du dopage dans le football (1979-2010) dans l’ouvrage Dopage dans le football : la loi du silence, éd. Gawsewitch, 2010.
2. Collaborateur à une revue de football : Planète Football (1992-1995)
3. « Les dopés du foot : un siècle de potions magiques » Quel Sport ? 2012, nos 18/19, juin, 300 pages

### Sur le thème du cyclisme
1. Thèse de médecine : « Activités médicales au sein du cyclisme de compétition ». – Toulouse (Haute-Garonne), éd. Cepadues, 1974. – 97 p. (no 128)
2. (sous sa direction) « La diététique de l’effort » Caducycle, 1979, 7, no 27, juillet-septembre, p. 1-35
3. La consultation médicale du cycliste (tome 1), Paris, éd. Amphora, 1979 – 230 pages
4. La consultation du médecin, Paris, éd. Le Cycle, 1981 – 72 pages
5. L'alimentation des cyclistes, Paris, éd. Amphora, 1981 – 224 pages
6. La santé des cyclistes (tome 2), Paris, éd. Amphora, 1982 – 156 pages
7. Les cyclistes en questions (tome 3), Paris, éd. Amphora, 1983 – 189 pages
8. Cyclisme, médecine sportive (tome 5), Paris, éd. Amphora, 1986 – 239 pages
9. La préparation moderne du cycliste, Paris, éd. DVD, 1987 – 130 pages
10. Technopathies du cyclisme, Rueil-Malmaison (Hauts-de-Seine), éd. Ciba-Geigy, 1989 – 151 pages
11. Le régime champion, Paris, éd. Amphora, 1995 – 254 pages
12. « Spécial entraînement : le guide pratique du cyclosportif » Paris, éd. RIVA, 2004 (hors série no 1) – 74 pages
13. « Spécial entraînement : le guide pratique du cyclosportif » Paris, éd. RIVA, 2006 (hors série no 5) – 82 pages
14. « Spécial entraînement : le guide complet de la pratique cycliste » Paris, éd. RIVA, 2007 (hors série no 8) – 74 pages
15. Tour de France – 36 contre-enquêtes, Paris, éd. Hugo et Cie, 2010 – 308 pages
16. « Spécial blessures et gamelles : hors série Cyclo Coach » Paris, éd. Riva, 2010. – 74 pages
17. Tour de France : 33 vainqueurs face au dopage, Paris, éd. Hugo et Cie, 2011 – 305 pages
18. Tour de France – Histoires extraordinaires des géants de la route, Paris, éd. Hugo-Sport, 2012 – 288 pages
19. Les Grandes Premières du Tour de France, Paris, éd. Hugo-Sport, 2013 - 205 p.

### Collaborateur à des revues cyclistes
1. Cyclisme Magazine (1973-1978)
2. Caducycle (1973-1979)
3. La France cycliste (1973-1984)
4. Le Cycle (1975-1987)
5. Vélo (1978-1979)
6. Normandie Cyclisme (1978-1986)
7. Sprint 2000 (1987-1989)
8. Vélotonic (1991-1996)
9. Coups de Pédales (1992-1999)
10. Cycl’Hist (1994-1997)
11. Collec Cyclisme (1997-1998)
12. Vélo Mag (Canada) (1998-1999)
13. Vélo Légende (1999-2000)
14. Cyclo Sport magazine (depuis 2004)
15. Vélo Club (2005-2007)
16. Cyclo Coach (2008-2013)

### Sur le thème de la course à pied
1. Le jogging en questions – Paris, éd. Amphora, 1984 – 228 pages
2. Mieux courir, les 100 conseils du docteur de Mondenard – Paris, éd. DVD, 1986 – 93 pages
3. Les blessures du coureur à pied (tome 1) – Paris, éd. DVD, 1987 – 96 pages
4. L’alimentation du coureur à pied – Paris, éd. DVD, 1987 – 97 pages
5. Les blessures du coureur à pied (tome 2) – Saint-Mandé (Val-de-Marne), éd. DVD. – 98 pages
6. Le régime champion – Paris, éd. Amphora, 1995 – 254 pages
7. Blessures du coureur – Issy-les-Moulineaux (Hauts-de-Seine), éd. Motor Presse France, 2003 – 83 pages
8. Spécial entraînement, du débutant au coureur confirmé – Paris, éd. Riva, 2003 – 74 pages
9. Spécial blessures : hors série Running Coach  – Paris, éd. Riva, 2010 – 74 pages
10. Spécial blessures : hors série Running Coach - Paris, éd. Riva, 2013 - 82 p.
11. Spécial blessures : hors série Running Attitude - Paris, éd. Riva, 2015.- 82 p

### Collaborateur à des revues de course à pied
1. Footing (1979-1980)
2. Courir (1979-1981)
3. Mondial Marathon (1982-1994)
4. Jogging International (1983-1994)
5. Jogging et Marathon (1990-1992)
6. Coureurs (1998)
7. Running Attitude (depuis 2003)
8. Running Coach (depuis 2008)

### Sur d'autres sujets
1. Le Judo – Paris, Éditions Leson, 1977 – 185 pages
2. Comment prescrire le sport à un diabétique – Gidy (Loiret), éd. Servier, 1980 – 22 p.
3. Exercice, sport et diabète (édition complète) – Rungis (Val-de-Marne), éd. Becton-Dickinson, 1985, 15 p.
4. Nutrition et sport – Neuilly-sur-Seine (Hauts-de-Seine), éd. Le Quotidien du Médecin, 1987 – 16 p.
5. Tennis, médecine sportive (tome 6). – Paris, éd. Amphora, 1987 – 255 p.
6. Poids et sport – Orléans (Loiret), éd. Ardix Médical, 1989 – 32 p.
7. La forme des paresseuses – Paris, éd. Ramsay-Marie Claire, 1990 – 183 p.
8. Les commandements nutritionnels du sportif – Neuilly-sur-Seine (Hauts-de-Seine), éd. Ardix Médical, 1992 – 68 p.
9. Nutrition de l'effort, les 13 erreurs alimentaires du sportif – Orléans (Loiret), éd. Ardix Médical, 1994 – 81 p.
10. La forme en douceur – Paris, éd. Amphora, 1995 – 183 p.